# Dent de Gargantua (Bourg-des-Comptes)

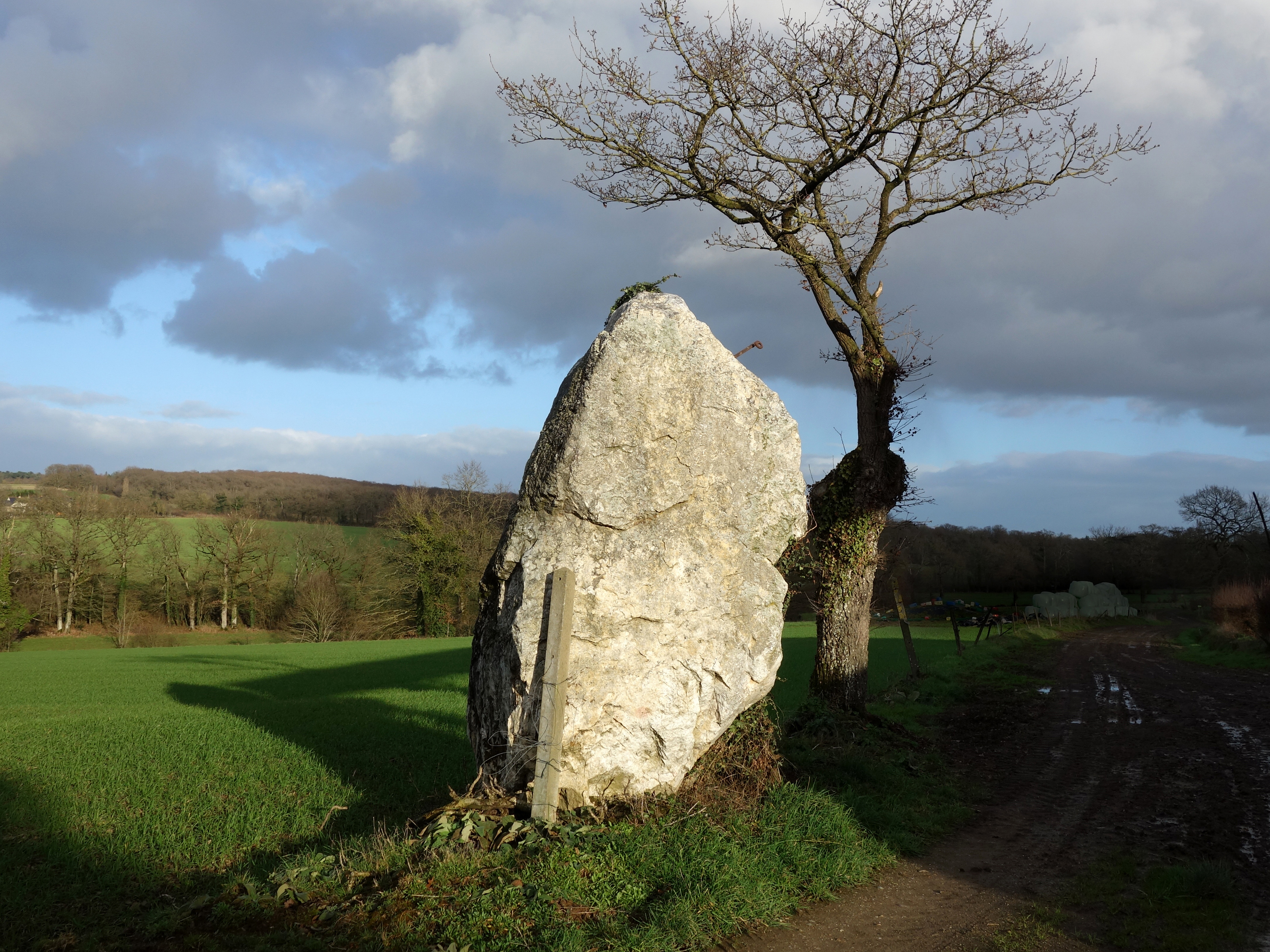
Dent de Gargantua

Der Menhir Dent de Gargantua (deutsch Zahn von Gargantua, auch Pierre du Grand Tua genannt) ist ein Menhir auf dem Bauernhof La Prégaudais im Weiler Clermont, nördlich von Bourg-des-Comptes, südsüdwestlich von Rennes im Département Ille-et-Vilaine in der Bretagne in Frankreich.
Der fast 3,4 Meter hohe Menhir hat eine Breite von etwa 1,6 m und eine Dicke von 1,3 m. Er steht nahe der Straße.
Gargantua ist der Name eines mythischen Riesen, den François Rabelais (1483–1553) in seinem Romanzyklus Gargantua und Pantagruel im 16. Jahrhundert bekannt machte. Viele Menhire und einige Dolmen tragen seinen Namen.